# منطقه شونیی
منطقه شونیی (به چینی: 顺义区، به پین‌یین: Shùnyì Qū) یک منطقهٔ شهرداری تابع شهر پکن، پایتخت  جمهوری خلق چین است.

## خصوصیات
منطقه شونیی ۱٬۰۲۰ کیلومترمربع مساحت و ۶۳۶٬۴۷۹ نفر جمعیت دارد.

## نگارخانه

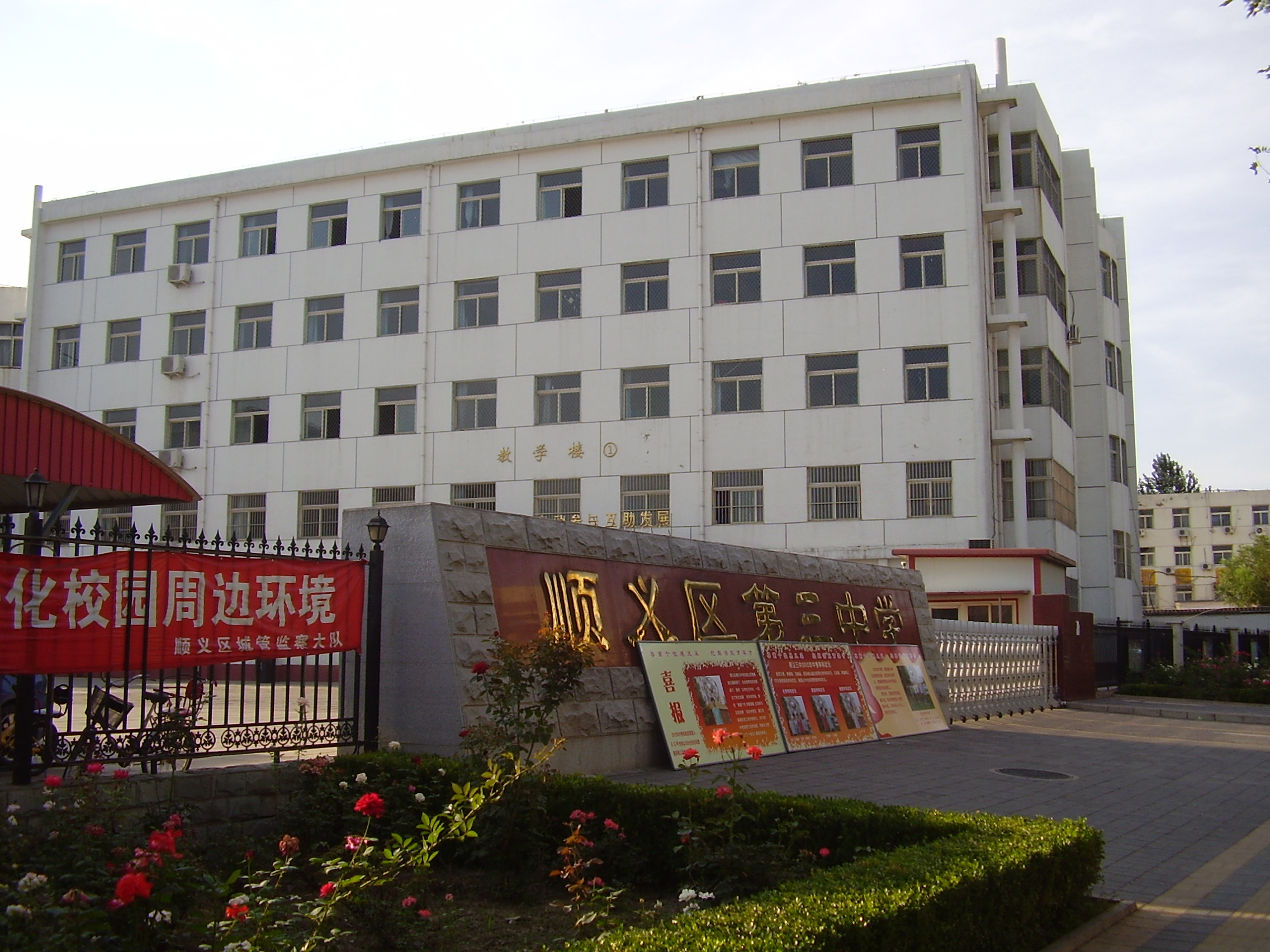
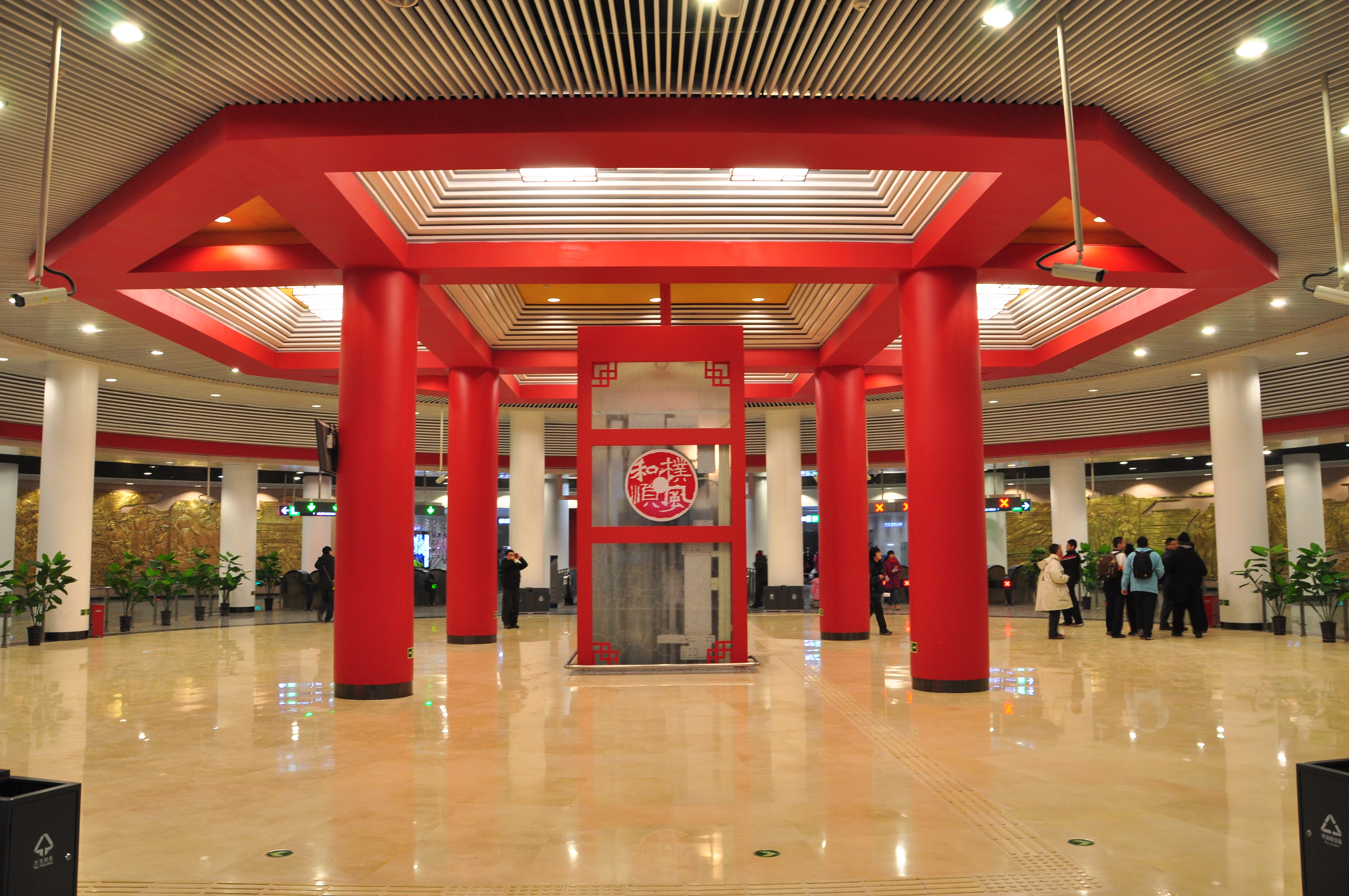
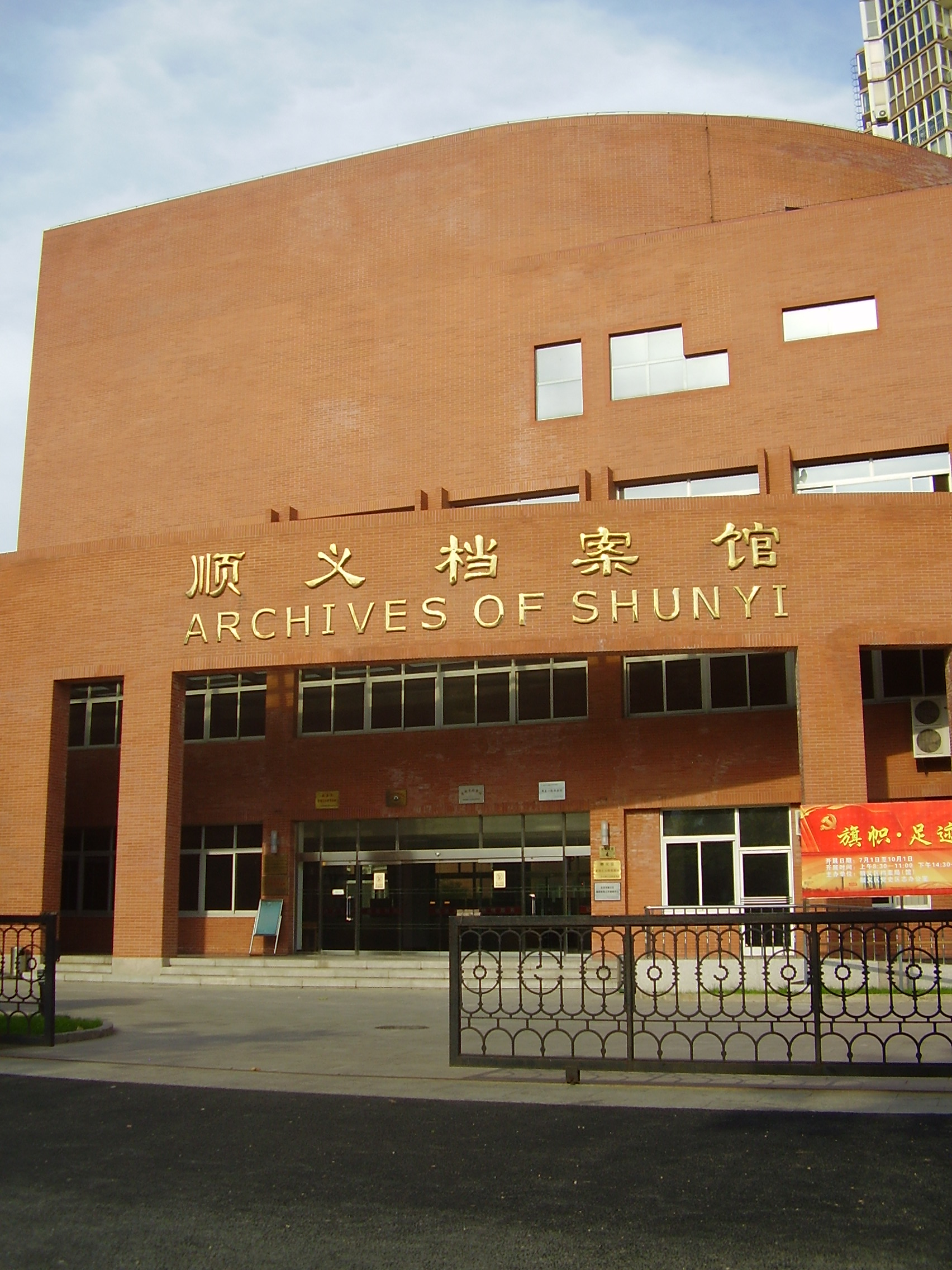